# Wangu Wa Makeri
Wangũ wa Makeri, née vers 1856, morte en 1915, est une cheffe de tribu kikuyu iconoclaste, pendant la période coloniale britannique au Kenya. Elle est la seule femme chef de tribu Kikuyu pendant cette période.

## Biographie
Wangũ Wa Makeri naît vers 1856 dans un village dénommé Gìtie. Elle ne reçoit pas d'éducation formelle, mais travaille dans la ferme de ses parents en tant qu'ouvrière. C'est là qu'elle rencontre son mari, Makeri wa Mbogo, et qu'ils élèvent leurs six enfants dans une maison traditionnelle kikuyu à Weithaga, dans l'actuelle province centrale du Kenya.
Elle entame une relation avec le chef suprême de Fort Hall (aujourd'hui Murang'a), Karuri wa Gakure, qui séjourne de temps à autre dans son village. Son mari est au courant. Celui-ci se voit proposer le poste de chef de village, qu'il refuse. À sa place, Gakure propose le poste à Makeri, qui l'accepte en 1902, à une époque où ce poste était exclusivement réservé aux hommes. Makeri est la seule femme chef des Kikuyus pendant toute la période de la colonisation britannique.
À cette époque, les autorités coloniales britanniques ont mis en place un système d'imposition, appliqué par d'autres habitants. Makeri  sert d'intermédiaire entre les Kikuyus et ces autorités coloniales, ce qui lui a vaut d'être contestée par son peuple ; elle a été décrite plus tard comme une perceptrice autoritaire, qui intimidait les fraudeurs et les emprisonnait dans des cellules d'isolement. Makeri utilisait ces personnes comme sièges, s'asseyant sur leur dos alors qu'elles s'agenouillaient. Elle envoie l'un de ses fils à l'école de la mission locale en 1903.
Sa relation avec Gakure se poursuit pendant toute la période où elle est chef de village. Mais lors d'une réunion entre le 2 et le 4 juin 1909, elle participe à une danse au cours de laquelle sa tenue de danse tombe, la laissant nue. Il s'agissait d'une danse guerrière destinée à être dansée uniquement par les hommes. A la suite du scandale, elle est contrainte de démissionner et est remplacée par Ikai wa Gathimba. L'un de ses fils, Muchiri, devient plus tard chef lui-même. Makeri meurt en 1915. 
En 2025, le théâtre national de Nairobi monte une comédie musicale retraçant sa vie.